# アドルフォ・バウティスタ
アドルフォ・バウティスタ・エレーラ（Adolfo Bautista Herrera, 1979年5月15日 - ）は、メキシコ出身の元サッカー選手。メキシコ代表であった。現役時代のポジションはFW。

## 経歴
2002年にメキシコ代表デビュー。2007 CONCACAFゴールドカップでは準優勝、コパ・アメリカ2007では3位となった。また、2010 FIFAワールドカップにも出場した。メキシコ代表として通算38試合に出場、11得点をあげた。

## エピソード
現役時代は、所属したクラブでは様々な背番号を付けた。CDグアダラハラ在籍時には3桁の背番号100を付け、ハグアレス・デ・チアパス在籍時には通常ゴールキーパーの背番号である1を付けていた。

## 所属クラブ
- エストゥディアンテス・テコス 1998-2002
- モナルカス・モレリア 2002-2003
- CFパチューカ 2003
- CDグアダラハラ 2004-2007
- ハグアレス・デ・チアパス 2007-2009
- CDグアダラハラ 2010-2011
- ケレタロFC 2011-2012

## 代表歴

### 出場大会
- メキシコ代表
  - 2010 FIFAワールドカップ

### 試合数
- 国際Aマッチ 38試合 11得点（2002年-2010年）[1]

| メキシコ代表 | 国際Aマッチ | 国際Aマッチ |
| 年           | 出場        | 得点        |
| ------------ | ----------- | ----------- |
| 2002         | 5           | 3           |
| 2003         | 4           | 0           |
| 2004         | 7           | 5           |
| 2005         | 1           | 0           |
| 2006         | 1           | 0           |
| 2007         | 11          | 1           |
| 2008         | 2           | 0           |
| 2009         | 0           | 0           |
| 2010         | 7           | 2           |
| 通算         | 38          | 11          |